# Кім Ю Сон
Кім Ю Сон (кор. 김유성, нар. 16 липня 1994) — північнокорейський футболіст, нападник клубу «25 квітня». Виступав також у складі національної збірної КНДР.

## Клубна кар'єра
Кім Ю Сон розпочав виступи на футбольних полях у 2014 році в складі команди «25 квітня». У цьому ж році футболіст відправився на стажування до швейцарського клубу «Цюрих», у якому грав у другій команді. У 2016 році футболіст повернувся на батьківщину, де продовжив виступи в клубі «25 квітня».

## Виступи за збірні
У 2014 році Кім Ю Сон дебютував у складі юнацької збірної КНДР. Після зайнятого другого місця на юнацькому кубку Азії Кім у складі молодіжної збірної КНДР брав участь у молодіжному чемпіонаті світу 2015 року. У посиленому складі молодіжної збірної КНДР футболіст брав участь в Азійських іграх 2018 року.
У 2016 році Кім Ю Сон дебютував у складі національної збірної КНДР. У складі національної збірної футболіст грав до 2018 року, загалом провів у її складі 18 матчів, у яких відзначився 8 забитими голами.